# Kepler-15
Kepler-15 é uma estrela que é a hospedeira do planeta Kepler-15b. É uma estrela de classe G da sequência principal com uma massa de 1.018 M⊙. É também conhecida como KOI-128, ou KIC 11359879.